# Theobald II av Navarra
Theobald II den unge, född omkring 1238, död 4 december 1270, var kung över Navarra mellan åren 1253 och 1270. Han var också greve av Champagne och Brie, fast där kallades han för Theobald V.

## Biografi
Theobald II var den äldste sonen till Theobald I och dennes hustru Margareta av Bourbon.
Han fick överta tronen efter sin far när han bara var 14 år gammal. Det blev hans mor och Jakob I av Aragonien som fick regera i hans ställe tills han blev myndig år 1256. Sedan han blivit myndig vid 17 års ålder blev han tvungen att ha en förmyndare och ett råd av aristokrater som godkände alla hans beslut. Detta skulle gälla tills han var 21 år gammal. Han var inte förtjust i situationen så påven Alexander IV både krönte och smorde honom vid två tillfällen år 1257 och 1259.
Theobald fortsatte på sin fars linje när det gällde politik och gjorde många förbättringar i Navarra. Han grundade staden Espinal år 1269 och förbättrade den kungliga administrationen.
Han fick en allierad i Ludvig IX av Frankrike och den 6 april 1255 gifte han sig med Ludvig IX:s dotter Isabella. Theobald tjänade som en slags rådgivare till Ludvig och Ludvig var en medlare till Navarras interna problem. Theobald dog barnlös, år 1270, i Trapani på Sicilien. Det blev hans yngre bror Henrik som övertog Navarras krona.